# Rhea Pillai
Rhea Pillai (nacida en 1965) es una modelo y actriz india, reconocida por su participación en comerciales y en televisión. En 2003 fue nombrada "mujer del año" junto a Raveena Tandon, Anoushka Shankar y Ritu Beri en el día internacional de la mujer por su apoyo a causas sociales. En 2006 apareció en la película hindi Corporate. Pillai es una frecuente colaboradora de la fundación humanitaria Art of Living.
En 1998 se casó con el actor Sanjay Dutt, pero la pareja se separó algunos años después. En 2005 inició una relación con el tenista Leander Paes. La pareja tuvo una hija, Aiyana.